# Landsoverret
Landsoverret var før retsplejelovens ikrafttræden i 1919 navnet på en række danske appeldomstole(overretter). 
1. Landsoverretten i København, der var forenet med Hof- og Stadsretten, var overret for Østifterne, Bornholm og Færøerne. Ved retsplejeloven blev landsoverrets delen overført til Østre Landsret
2. Landsoverretten i Viborg var overret for Nørrejylland. Landoverretten i Viborg blev til Vestre Landsret
3. Landsoverretten i Christianssted på St Croix (kun beklædt med en enkelt dommer) var overret for de dansk-vestindiske Øer. Den vestindiske landsoverret ophævedes ved lov af 22. marts 1907, og de under den hørende sager henlagdes til landsoverreten i København.
4. Landsoverretten i Reykjavik var overret for Island. Efter at forholdet mellem Danmark og Island er ordnet ved den dansk-islanske forbundslov af 30. november 1918, blev landsoverreten afløst af Islands Højesteret